# Microgyne marchesiana
Microgyne marchesiana là một loài thực vật có hoa trong họ Cúc. Loài này được Bonif. & G.Sancho mô tả khoa học đầu tiên năm 2006.